# Ludwik Dujanowicz
Ludwik Emil Józef Dujanowicz (ur. 22 marca 1897 we Lwowie, zm. po 1945) – kapitan Wojska Polskiego, kawaler Orderu Virtuti Militari.

## Życiorys
Urodził się 22 marca 1897 we Lwowie, w rodzinie Grzegorza, adiunkta podatkowego w urzędzie podatkowym w Oświęcimiu i Henryki z Palatzkich. Ukończył czteroklasową szkołę powszechną w Oświęcimiu, a następnie sześć klas w c. k. Gimnazjum w Bochni. 1 września 1913 wstąpił do Szkoły Kadetów Piechoty we Lwowie. Po trzech latach zakończył naukę zdanym egzaminem maturalnym i został przyjęty do Technicznej Akademii Wojskowej w Mödling – Klasa Pionierów w Hainburgu. W czasie I roku szkolnego nauka została mu przerwana, mianowany chorążym piechoty ze starszeństwem z 1 września 1916 został wcielony do Pułku Piechoty Nr 57 i przydzielony do kadry tego oddziału w Przerowie na Morawach. 4 października 1916 na czele kompanii marszowej pułku udał się na front rosyjski. W kwietniu 1917 razem z pułkiem został skierowany na front włoski. W październiku 1918 razem z innymi Polakami – żołnierzami Pułku Piechoty Nr 57 wrócił do Tarnowa. Wstąpił do polskiego 57 Pułku Piechoty Ziemi Tarnowskiej (późniejszego 16 Pułku Piechoty) i objął funkcję adiutanta II batalionu. 16 stycznia 1919 został przeniesiony do Pułku Piechoty Ziemi Bocheńskiej w Bochni (późniejszego 15 Pułk Piechoty), w którym pełnił obowiązki II adiutanta. 13 marca tego roku jako adiutant I batalionu 15 pp majora Józefa Wolfa wyruszył na odsiecz Lwowa. Wziął udział we wszystkich walkach 15 pp z Ukraińcami, a później bolszewikami. W 1919 pod Dołhomościskami został kontuzjowany. Wyróżnił się męstwem 4 i 5 sierpnia 1920 dowodząc 9. kompanią w boju pod wsią Piszcza oraz 20 sierpnia pod Nasielskiem i 5 września w bitwie pod Stepankowicami. 4 grudnia 1920 Naczelny Wódz Józef Piłsudski udekorował go Orderem Virtuti Militari.
Po zakończeniu działań wojennych pozostał w wojsku jako oficer zawodowy i kontynuował służbę w macierzystym pułku, który stacjonował w Dęblinie. 3 maja 1922 został zweryfikowany w stopniu porucznika ze starszeństwem od 1 czerwca 1919 i 2236. lokatą w korpusie oficerów piechoty. W marcu 1930 został przeniesiony do Korpusu Ochrony Pogranicza i przydzielony do 29 Baonu Odwodowego w Suwałkach na stanowisko dowódcy kompanii. W marcu 1931 został przeniesiony z KOP do 55 Pułku Piechoty w Lesznie. Z dniem 1 października 1932 został zwolniony z zajmowanego stanowiska i oddany do dyspozycji dowódcy Okręgu Korpusu Nr VII, a z dniem 31 maja 1933 przeniesiony w stan spoczynku. W 1934, jako oficer stanu spoczynku pozostawał w ewidencji Powiatowej Komendy Uzupełnień Jarocin. Posiadał przydział do Oficerskiej Kadry Okręgowej Nr VII. Był wówczas „przewidziany do użycia w czasie wojny”.
W kwietniu 1933 rozpoczął praktykę w Kasie Chorych w Rawiczu. W lipcu tego roku został zatrudniony w Kasie Chorych w Lesznie na stanowisku biuralisty. Z dniem 1 października 1933 miał być zwolniony z tego stanowiska. W kwietniu 1938 mieszkał w Lesznie przy ul. Starozamkowej 25. Z dniem 1 lipca 1938 został przeniesiony z Ubezpieczalni Społecznej w Lesznie do Ubezpieczalni Społecznej w Wejherowie.
We wrześniu 1939 walczył w obronie wybrzeża dowodząc kompanią ochotniczą z Wejherowa (nazywaną również Wejherowską Ochotniczą Kompanią Harcerską). 9 września został kontuzjowany. Dostał się do niemieckiej niewoli. W niewoli był maltretowany przez Niemców. 13 czerwca 1940 został przeniesiony z Oflagu II A Prenzlau do Oflagu VII A Murnau. Po zakończeniu II wojny światowej wrócił do kraju i został zarejestrowany w Rejonowej Komendzie Uzupełnień Bochnia jako kapitan.
Był żonaty z Remisławą, z którą miał syna Antoniego (ur. 3 marca 1922, zm. 4 marca 1991). Żona i syn walczyli w ochotniczej kompanii harcerskiej. Podpułkownik dyplomowany Marian Sołodkowski awansował Antoniego Dujanowicza na plutonowego.

## Ordery, odznaczenia i odznaki
- Krzyż Srebrny Orderu Wojskowego Virtuti Militari nr 1812[b] – 27 listopada 1920 przez dowódcę 3 Armii[33] (zatwierdzone przez Naczelnego Wodza 28 lutego 1921[34])[35]
- Krzyż Walecznych[36]
- Medal Pamiątkowy za Wojnę 1918–1921[36]
- Medal Dziesięciolecia Odzyskanej Niepodległości[36]
- odznaka pamiątkowa „Orlęta”[36]
- odznaka pamiątkowa Gwiazda Przemyśla[36]
- odznaka pamiątkowa Dowództwa Wojsk Polskich Wschód[36]
- Srebrny Medal Zasługi Wojskowej z mieczami na wstążce Krzyża Zasługi Wojskowej[37]
- Brązowy Medal Zasługi Wojskowej z mieczami na wstążce Krzyża Zasługi Wojskowej[37]
- Krzyż Wojskowy Karola[37]